# Infraction
L'infraction est une violation d'une loi de l'État, résultant d'un acte externe de l'individu, positif ou négatif, socialement imputable, ne se justifiant pas par l'accomplissement d'un devoir ou l'exercice d'un droit et qui est frappée d'une peine prévue par la loi (définition par le pénaliste italien Francesco Carrara).
Étymologiquement, le terme d'infraction vient du latin infractio qui désigne le fait de briser, de heurter ou d’abattre un obstacle.
Dans un sens large, le mot infraction vise tout crime, tout délit ou toute contravention, soit envisagé abstraitement par le législateur, soit perpétré concrètement.
Dans un sens étroit, le terme infraction désigne précisément le fait pour une personne de transgresser une règle de droit pour laquelle il existe une sanction pénale. En ce sens, l’infraction relève des techniques judiciaires (qualification pénale) et non des techniques législatives d'incrimination.

## Éléments constitutifs de l'infraction

### Droit romano-germanique
Pour qu'une infraction soit reconnue, il faut que trois éléments constitutifs soient réunis, à savoir :
- l'élément légal, c'est l'article qui régit l'infraction. Il n'y a pas d'infraction qui ne soit pas punie par la loi.
- l'élément matériel, l'infraction doit être matérialisée par un ou plusieurs actes exécutés par son auteur (ex : un coup de poing pour des violences), ou par sa mise en œuvre pour les infractions formelles.
- l'élément moral, l'infraction doit être le résultat de l'intention coupable de son auteur ou d'une faute d'un auteur conscient de ses actes.

La caractéristique principale de chaque infraction est d'être obligatoirement constituée de ces trois éléments. À défaut de l'un d'eux, l'acte pourra éventuellement choquer la morale ou le droit civil, mais le droit pénal l'ignorera.

### Common law
En common law, les éléments constitutifs d'une infraction sont l'actus reus, la mens rea et le lien de causalité.

## Gravité d'une infraction par pays
La plupart des pays classent les infractions en fonction de leur gravité, ce qui entraîne des conséquences à la fois dans le droit pénal de fond et dans le droit pénal de forme.
Globalement, certains pays ont un système biparti alors que d'autres un système triparti, mais cette présentation binaire est mitigée par des considérations plus complexes.

### Allemagne
L'Allemagne, qui, dans son code pénal de 1871 avait adopté la même division tripartite que la France, y a renoncé depuis 1945 au profit d'un système biparti ne reconnaissant que les crimes (Verbrechen) et les délits (Vergehen). Toutefois, elle a créé les « infractions réglementaires » (Ordnungswidrigkeiten) qui sont rattachées au droit administratif mais présentent des similitudes avec le droit pénal.

### Canada
Sur l'échelle de la gravité des infractions du Code criminel, il y a trois regroupements d'infractions :
- 1) les actes criminels purs, qui sont les plus graves, où le procureur du ministère public n'a pas l'option de poursuivre par procédure sommaire (par ex. le meurtre, art. 235 C.cr[7].)
- 2) les infractions hybrides, qui sont au milieu de l'échelle, où le procureur du ministère public peut accuser quelqu'un soit d'un acte criminel, soit d'une infraction sommaire (par ex. l'agression sexuelle simple, puisque cette infraction peut inclure autant des simples attouchements que des attentats à la pudeur ou des viols, art. 271 C.cr[8].)
- 3) les infractions sommaires pures, au bas de l'échelle de la gravité, où seule la poursuite par procédure sommaire est possible (par ex l'infraction de nudité, art. 174 C.cr[9].)

Étant donné que les infractions sommaires pures sont rares et que les actes criminels purs sont réservés aux crimes graves, la grande majorité des crimes entre dans la catégorie des infractions hybrides, ce qui signifie que ces crimes sont susceptibles d'être poursuivis soit comme acte criminel, soit comme infraction sommaire.

### Italie et Espagne
Le dualisme est présent aussi en Italie et en Espagne, même si dans ce dernier pays, on distingue parmi delitos des délits « graves » et « moins graves ».

### France
En droit pénal français, les infractions sont classées dans trois catégories, selon leur gravité : contraventions, délits, et crimes.

#### Définition
La définition de Francesco Carrara ci-dessus demeure à ce jour très complète et cite les principaux critères d'existence de l'infraction. Ces différents critères peuvent s'expliquer comme suivant :
1. « Violation d'une loi de l’État » signifie que l'infraction ne peut exister que si cette dernière est prévue et réprimée par un texte normatif de l’État comme en dispose l'article 111-3 alinéa 1 du Code pénal ;
2. « résultant d'un acte externe de l'individu » signifie que l'agent doit avoir dépassé les deux premières étapes du cheminement criminel à savoir la pensée et la résolution criminelle qui sont des actes de pensée, internes à l'individu et qui s'opposent à l'acte externe qui va au-delà de la pensée mais qui bascule dans l'action comme c’est le cas pour l'acte préparatoire ;
3. « positif ou négatif » signifie que l'acte peut être de commission (par exemple un vol) ou d'un acte d'omission (par exemple l'abstention volontaire de combattre un sinistre) ;
4. « socialement imputable » signifie que l'infraction est de nature à créer un préjudice à la société, qui sera réparé par l'application de la peine attachée à l'infraction ;
5. « ne se justifiant pas par l'accomplissement d'un devoir » signifie qu’elle ne peut exister si l'agent exécute ce à quoi la loi l’oblige (par exemple, l’agent qui exécute un ordre commandé par l’autorité légitime sans que cet ordre ne soit illégal n’est pas pénalement responsable au sens de l’article 122-4 alinéa 2 du Code pénal) ;
6. « ou l'exercice d'un droit » signifie qu’elle ne peut exister si l'agent exécute ce à quoi la loi l'autorise (par exemple, l'agent qui tue quelqu'un en état de légitime défense n'est pas pénalement responsable au sens de l'article 122-5 alinéa 1 du Code pénal) ;
7. « qui est frappé d'une peine prévue par la loi » signifie que l'infraction existe dès lors qu'un texte normatif prévoit une peine pour l'infraction comme en dispose l'article 111-3 alinéa 2 du Code pénal.

Une personne soupçonnée ou accusée d'une infraction est nommée prévenue (s'il s'agit d'une contravention ou d'un délit) ou accusée (s'il s'agit d'un crime).

### Royaume-Uni
Au Royaume-Uni, le droit anglais est passé d'un système triparti à un système biparti. La distinction principale se fait entre les indictable offenses (« infractions avec accusation ») et les non-indictable offenses (« infractions sans accusation »), seules les premières nécessitant le jugement d'un jury. Mais il existe aussi des either-way offenses (« infractions de l'une ou l'autre voie ») pour lesquelles on réunit un jury en tenant compte de plusieurs paramètres mais principalement du plaidoyer de marchandage de l'accusé (selon qu'il se déclare coupable ou non coupable).

### Suisse
En Suisse, les infractions pénales sont classées en trois niveaux de gravité (articles 10 et 103 du Code pénal suisse).
- Contravention : infraction passible d'une amende ;
- Délit : infraction pénale passible d'une peine privative de liberté de moins de trois ans ;
- Crime : infraction pénale passible d'une peine privative de liberté de plus de trois ans.

Une personne soupçonnée ou accusée d'une infraction est nommée prévenue.

## Infractions non codifiées
Dans certains pays de common law comme le Royaume-Uni et les États-Unis, il existe des infractions pénales de common law car le législateur n'a pas entièrement codifié son droit pénal. Dans d'autres pays de common law comme le Canada et la Nouvelle-Zélande, les  infractions  de common law ont été abolies. Le Canada a toutefois conservé l'outrage au tribunal comme seule véritable exception à la codification des infractions pénales.